# Akaiwa
Akaiwa (赤磐市?) è una città giapponese della prefettura di Okayama.